# Освајачи олимпијских медаља у вежби на трамбулини
Гимнастичка дисциплина, трамбулина појавила се 2000. на играма у Сиднеју. Такмичење се одвија у мушкој и женској конкуренцији. Следећа листа презентује све освајаче златних, сребрних и бронзаних медаља на Олимпијским играма у вежби на трамбулини.

## Мушкарци
| Игре                 |                                 |                                |                          |
| 2000. Сиднеј         | Александар Москаленко · Русија  | Џи Волес · Аустралија          | Матје Тарџон · Канада    |
| 2004. Атина          | Јуриј Никитин · Украјина        | Александар Москаленко · Русија | Хенрик Штехлик · Немачка |
| 2008. Пекинг         | Лу Чунлун · Кина                | Џејсон Бернет · Француска      | Дун Дун · Кина           |
| 2012. Лондон         | Дун Дун · Кина                  | Дмитриј Ушаков · Русија        | Лу Чунлун · Кина         |
| 2016. Рио де Жанеиро | Владислав Хончаров · Белорусија | Дун Дун · Кина                 | Гао Леј · Кина           |
| 2020. Токио          |                                 |                                |                          |

## Жене
| Игре                 |                           |                                    |                              |
| 2000. Сиднеј         | Ирина Каравајева · Русија | Оксана Цигулева · Украјина         | Карен Кокберн · Канада       |
| 2004. Атина          | Ана Догонадзе · Немачка   | Карен Кокберн · Канада             | Хуан Шаншан · Кина           |
| 2008. Пекинг         | Хе Вена · Кина            | Карен Кокберн · Канада             | Јектерина Хиљко · Узбекистан |
| 2012. Лондон         | Розана Макленан · Канада  | Хуан Шаншан · Кина                 | Хе Вена · Кина               |
| 2016. Рио де Жанеиро | Розана Макленан · Канада  | Бриони Пејџ · Уједињено Краљевство | Ли Дан · Кина                |
| 2020. Токио          |                           |                                    |                              |